# Архон (сатрап)
Архон (др.-греч.  Ἄρχων; погиб в 321 до н. э.) — македонский военачальник родом из Пеллы, сатрап.

## Биография
Архон упоминается в 326 году до н. э. в числе триерархов во время индийского похода Александра Македонского.
При разделе сатрапий в 323 году до н. э. Архон назван сатрапом Вавилонии. Точно неизвестно, занимал ли он этот пост до смерти царя Александра Македонского.
Архон погиб в 321 году до н. э. в войне со сторонниками Пердикки, осадившими Вавилон.